# Kolja
za drug pomen glej Kolja (potok)
Kolja je 1996 češki dramski film iz leta 1996, ki ga je režiral Jan Svěrák, v glavni vlogi pa nastopa njegov oče Zdeněk Svěrák, ki je napisal scenarij po zgodbi Pavla Taussiga. V glavnih vlogah nastopata še Andrey Khalimon in Libuše Šafránková. Film prikazuje zgodbo o življenju violončelista Františka (Svěrák), ki so ga oblasti dale na »črno listo« in je posledično izgubil položaj v filharmoničnem orkestru, zato se stežka prebija z igranjem na pogrebih. Pomaga pri prebegu sovjetske ženske v Zahodno Nemčijo tako, da se z njo poroči. Po njenem prebegu pri njem ostane njen petletni sin Kolja (Khalimon), s katerim se sčasoma zbližata.
Film je bil premierno prikazan maja 1996 na Filmskem festivalu v Cannesu, 15. maja pa v čeških kinematografih, kjer si je film ogledalo 1,34 milijona gledalcev, s čimer je eden najbolj gledanih filmov na Češkem, uspešen je bil tudi v nemških kinematografih z več kot 624.000 prodanimi vstopnicami. Naletel je na dobre ocene kritikov ter prejel oskarja za najboljši tujejezični film in zlati globus za najboljši tujejezični film. Osvojil je še šest nagrad Češki lev, za najboljši film, režijo, igralko (Šafránková), stranskega igralca (Chalimon), scenarij in montažo, ter glavno nagrado Tokyo Sakura Grand Prix na Mednarodnem filmskem festivalu v Tokiu.

## Vloge
- Andrey Khalimon kot Kolja
- Zdeněk Svěrák kot Louka
- Libuše Šafránková kot Klára
- Ondřej Vetchý kot g. Brož
- Stella Zázvorková kot Loukova mati
- Lillian Malkina kot Tamara
- Irina Bezrukova kot Koljina mati